# Torre dos Clérigos

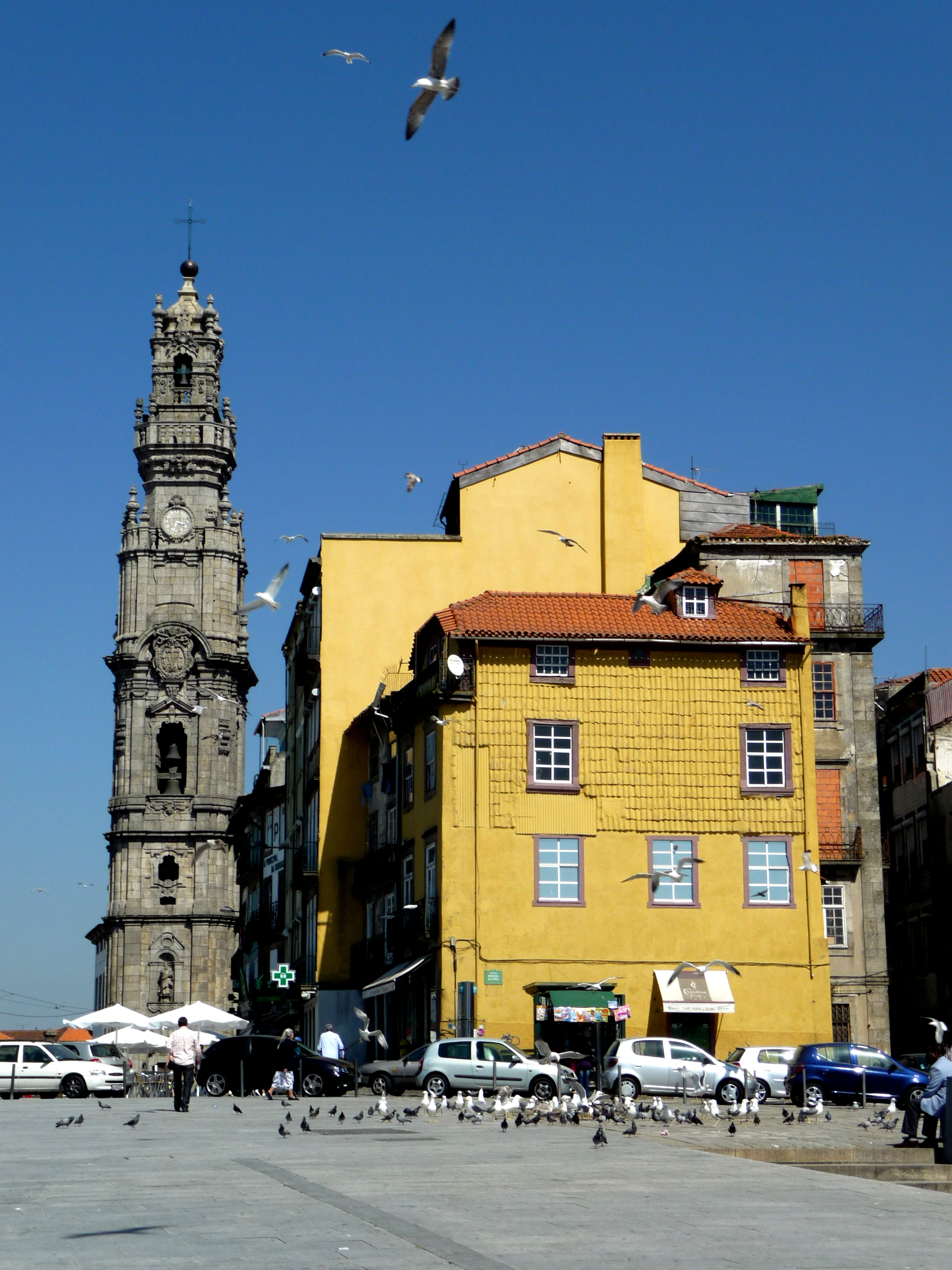
Torre dos Clérigos

De Torre dos Clérigos is een bekende toren in het centrum van Porto en zit vast aan de kerk Igreja dos Clérigos.
De toren is vanaf een groot deel van de stad zichtbaar en is een van de meest karakteristieke symbolen van Porto en Portugal. Het was met 76 meter hoogte, de hoogste (kerk)toren van Portugal.
De bouw ervan werd in 1754 begonnen en in 1763 onder leiding van de Italiaanse architect Nicholas Nasoni beëindigd. Het is gebouwd in de barokke stijl.